# Бук європейський (Михайлівське лісництво)
Бук європе́йський — ботанічна пам'ятка природи місцевого значення. Розташований на території Стрижавської селищної ради Вінницького району Вінницької області (Михайлівське лісництво кв. 40 діл. 5). Оголошений відповідно до Рішення Вінницького облвиконкому від 18.08.1983 р. № 384 Охороняється цінне високопродуктивне лісонасадження бука європейського віком 43 роки та запасом дерев 50 кбм. на гектар.